# ВЕС Wysoka
ВЕС Wysoka – вітрова електростанція у Польщі в Західнопоморському воєводстві.
Майданчик для станції обрали на південь від Щецину у гміні Болешковіце. Підготовчі роботи розпочали у 2012-му, а наступного року тут ввели в експлуатацію 22 вітрові турбіни німецької компанії Nordex типу N90/2500 із одиничною потужністю 2,5 МВт. Діаметр їх ротору 90 метрів, висота башти – 100 метрів.
Видача продукції відбувається по ЛЕП, що працює під напругою 110 кВ.